# Maria do Céu (atriz)
Maria do Céu e Silva Santos, mais conhecida por Maria do Céu (Lisboa, 5 de setembro de 1835 — Lisboa, 24 de abril de 1887), foi uma atriz de teatro e bailarina portuguesa.

## Biografia
Nasceu a 5 de setembro de 1835 em Lisboa, na Travessa da Queimada, freguesia da Encarnação, no Bairro Alto, filha de José Carlos da Silva, natural de Arrentela e de sua mulher, Francisca de Assis Nogueira, natural de Lisboa, freguesia de Santos-o-Velho.
Entrou para a aula de Dança do Conservatório de Lisboa aos 8 anos e aos 12 entrou para o Teatro de São Carlos como bailarina. Começou depois por representar em teatro amador até que o empresário Duarte de Sá a aconselhou a entrar para o Teatro da Rua dos Condes, onde teve por primeiro ensaiador Emílio Doux. Estreou-se ali aos 15 anos, passando depois, em 1858, para o Teatro das Variedades Dramáticas, onde fez épocas magníficas. Esteve temporariamente no Teatro D. Fernando e regressou à Rua dos Condes, depois ao Teatro do Príncipe Real, em 1880 e por fim ao Teatro dos Recreios, em 1882, a cuja companhia pertencia quando faleceu.
Não foi atriz de grande nomeada, mas teve bastante êxito em alguns papeis, com destaque para Os Mártires da Germânia (1859), drama de José Romano, Lotaria do Diabo (1858), mágica de Francisco Palha e Joaquim Augusto de Oliveira, Ópio e Champagne e Bloqueio de Sebastopol, comédias em 1 ato e Ave do Paraíso, mágica, todas de Joaquim Augusto de Oliveira (1864); Dominós Brancos (1884), comédia em 3 atos com tradução de Luís Quirino Chaves; Miguel Strogoff (1887), drama em 5 atos de D'Ennery, extraído do romance de Júlio Verne e traduzido por Pedro Moura Cabral, Gabriel e Lusbel ou o Taumaturgo (1887), mistério em 3 atos e 4 quadros de José Maria Brás Martins e música de Angelo Frondoni, Niniche, vaudeville de Millaud & Hennequin com tradução de Sousa Bastos e música de Francisco Alvarenga, Teresa Raquin, drama de Émile Zola, O Diamante, Criadas, entre outras.
Foi durante muitos anos companheira do dramaturgo, escritor, jornalista e administrador do concelho de Castelo Branco, Manuel Domingues dos Santos, a quem chamavam "O Santos da Maria do Céu", de quem teve três filhos: Maria Clementina Augusta dos Santos, que foi brevemente atriz, Maria Sofia dos Santos, que foi atriz de nomeada, muito famosa pela sua personagem de "Tia Efigénia" no filme A Canção de Lisboa (1933) e Augusto Abel dos Santos. Os seus filhos, nascidos como filhos naturais, devido a não ser casada com o pai dos mesmos, que era viúvo, foram legitimados pelo seu subsequente casamento nuncupativo. Maria do Céu, que se encontrava gravemente doente e prestes a sucumbir, casou no leito de morte com o seu companheiro de longa data, a 22 de abril de 1887, no quarto andar do número 36 da Rua Nova da Alegria, freguesia de São José, em Lisboa, onde residiam, sendo o consórcio celebrado pelo Padre Manuel Pedro dos Santos. Maria do Céu falecia dois dias depois, às 18 horas de 24 de abril, na mesma casa, vitimada por um cancro do útero, sendo sepultada no Jazigo dos Artistas Dramáticos do Cemitério dos Prazeres. O marido faleceria seis anos depois, em 1893.